# Ortodoksni judaizam
Ortodoksni judaizam zajednički je naziv za više pokreta unutar judaizma, u kome su vjernici, s povijesne točke gledišta, sljedbenici židovskoga vjerskoga pogleda. Njegovo je oblikovanje završeno u kasnom srednjem vijeku i početkom novog vijeka. Središnji dio religijskog koncepta ortodoksnoga judaizma je halaha u obliku, u kome je zapisana u Usmenom zakonu (u Mišni i Hemari, to jest u Tori) i sačinjava Šulhan aruh. Halaha je dio hebrejske rabinske predaje sadržane u talmudskoj literaturi.
Ortodoksni judaizam zagovara striktno poštovanje židovskog zakona ili halahe, koji se tumači i određuje isključivo prema tradicionalnim metodama i pridržavajući se kontinuiteta prihvaćenih presedana kroz stoljeća. On smatra da je cijeli halahijski sustav u konačnici utemeljen na nepromjenjivoj objavi i izvan vanjskog utjecaja. Ključne prakse su poštovanje subote, jedenje košera i proučavanje Tore. Ključne doktrine uključuju budućeg Mesiju koji će obnoviti židovsku praksu izgradnjom hrama u Jeruzalemu i okupiti sve Židove u Izraelu, vjeru u buduće tjelesno uskrsnuće mrtvih, božansku nagradu i kaznu za pravednike i grešnike.
Ortodoksni judaizam nije centralizirana denominacija. Odnosi između njegovih različitih podskupina ponekad su zategnuti, a točne granice podložne su intenzivnoj raspravi. Vrlo grubo, može se podijeliti između ultraortodoksnog ili haredi judaizma, koji je konzervativniji i povučeniji, i modernog ortodoksnog judaizma, koji je relativno otvoren prema vanjskom društvu. Svaka od njih sastavljen je od neovisnih zajednica.
Držeći se tradicionalnih uvjerenja, pokret je moderan fenomen. Nastao je kao rezultat raspada autonomne židovske zajednice od 18. stoljeća, a uvelike je bila oblikovan svjesnom borbom protiv pritisaka sekularizacije i suparničkih alternativa. Ima i brojnih polu- i nepraktikanata koji se povezuju ili se identificiraju s ortodoksnim judaizmom. To je najveća židovska vjerska skupina, za koju se procjenjuje da ima preko 2 milijuna praktikanata i barem jednak broj nominalnih članova.